# Melinna plana
Melinna plana är en ringmaskart som beskrevs av Fauchald 1972. Melinna plana ingår i släktet Melinna och familjen Ampharetidae. Inga underarter finns listade i Catalogue of Life.